# Màxim i mínim (elements)
|  | No s'ha de confondre amb Màxims i mínims. |

En matemàtiques, i particularment en teoria de l'ordre, donat un conjunt parcialment ordenat ( A , ≤), un element  a  ∈  A  és l'element màxim  de  A  si qualsevol altre element de  a  és menor o igual que ell, és a dir, si per a tot  x  ∈  a ,  a  ≤ x.
Un  element mínim  es defineix dualment, com aquell  a  ∈  A  tal que qualsevol altre és major o igual que ell, és a dir, tal que per a tot  x  ∈  a ,  a  ≤  x .
La propietat de antisimetria de la relació d'ordre ≤ assegura que d'existir un element màxim o mínim en un conjunt, aquests són únics.